# 코어 (프로레슬링)

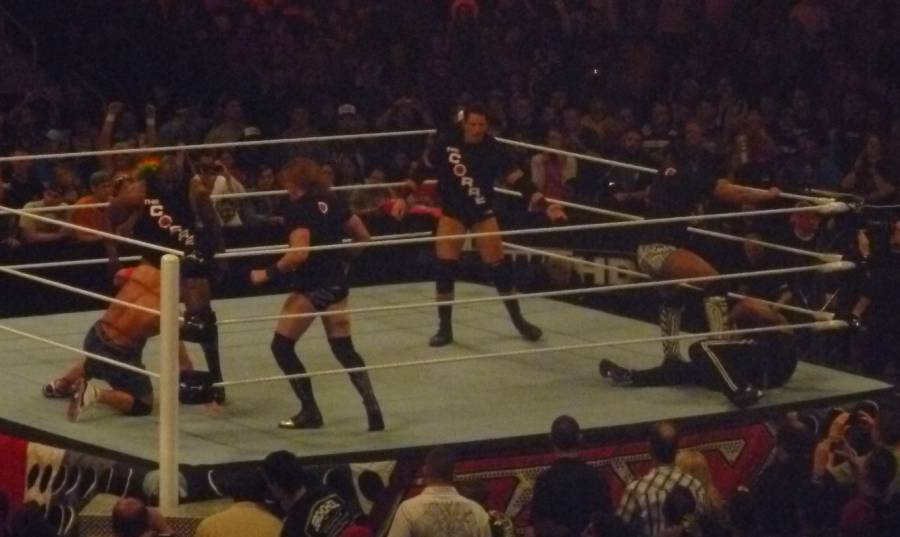

코어 또는 더 코어(The Corre)는 WWE 스맥다운 브랜드에 활동하는 프로레슬링 악역 스테이블이다. 2011년 1월 3일 러를 통해 넥서스에서 축출당한 웨이드 배럿과 1월 10일 러에서 넥서스에서 동반 퇴단한 저스틴 가브리엘, 히쓰 슬레이터, 前 ECW 월드 챔피언 이지키엘 잭슨으로 구성되었다.
2011년 1월 14일 스맥다운에서 열린 빅 쇼와 웨이드 배럿의 대결에서 잭슨, 가브리엘, 슬레이터가 난입하여 빅쇼를 공격하면서 결성되었으며, 1월 21일 스맥다운에서 자신들은 코어라고 밝혔다.
1월 30일 로얄럼블 2011에서는 잭슨을 제외한 나머지 멤버들이 속해 있던 넥서스와 충돌하기도 한다.
6월 7일 스맥다운 녹화에서 웨이드 배럿의 개인 행동으로 인해 해체되었다.

## 멤버
- 멤버=웨이드 배럿 (리더), 히스 슬레이터, 저스틴 가브리엘, 이지키엘 잭슨
- 등장=2011년 1월 14일 ~ 2011년 6월 10일
- 명칭= 코어 , 더 코어
- 소속단체=WWE

| 멤버            | 날짜                              |
| --------------- | --------------------------------- |
| 웨이드 배럿     | 2011년 1월 14일 - 2011년 6월 10일 |
| 저스틴 가브리엘 | 2011년 1월 14일 - 2011년 6월 10일 |
| 히스 슬레이터   | 2011년 1월 14일 - 2011년 6월 10일 |
| 이지키엘 잭슨   | 2011년 1월 14일 - 2011년 5월6일   |

## 레슬링
- 레슬링 기술'

- - 웨이드 배럿

- -     - 웨이스트렌드(포워드 파이어맨즈 케리 슬램)

- - 저스틴 가브리엘

- -     - 450°스플래쉬

- - 히스 슬레이터

- -     - 스위트니스(립핑 리버스 STO),  E-마이너(리버스 DDT)

- - 이지키엘 잭슨

- - 북 오브 이지키엘(스탠딩 사이드 슬램)

- 테마곡

- - 엔드 오브 데이스 (2011-현재 : 웨이드 배럿)

## 챔피언
- WWE 태그팀 챔피언 (3회) – 히스 슬레이터 & 저스틴 가브리엘 (3회)
- NXT 시즌 1 챔피언 - 웨이드 배럿
- WWE 인터콘티넨탈 챔피언 (1회) - 웨이드 배럿

## 같이 보기
- NXT
- 스맥다운